# Ami Mizuno
Amy Mizuno ili Merkurova ratnica (en. Sailor Mercury, ja. セーラーマーキュリー, Sērā Mākyurī) je lik u anime seriji "Sailor Moon". Njezin alter ego je Merkurova ratnica i druga je ratnica poslije Usagi, a i po podudaranju jedna je od glavnih likova. Njen planet zaštitnik je Merkur. Najpametnija je od svih ratnica, jer njezin IQ je 300, a posebno se divi liku Alberta Einsteina i želi poput njega postati briljantna. Glas joj je podarila Aya Hisakawa. Njezin naziv potječe od imena boga Merkura, a planet Merkur njezin je zaštitnik, a pripada rangu Sailor Senshi. Njezine transfomacije su Dark Mercury i Princess Mercury. Postala je Merkurova ratnica dobivanjem svih fraza vode i magle. Prvi put pojavila se u 8. epizodi.

## Opis Merkurove ratnice
Ona je inteligentna i obrazovana studentica koja živi s majkom Saeko Mizuno koja je liječnica, a i želi postati liječnica poput nje. Dobrodušna je, osjećajna i draga, svima je "rame za plakanje", a i sve njene prijateljice (pogotovo Usagi) rado slušaju njene savjete. Ima moći Merkura i vode, a timu se priključila druga, odmah poslije Usagi. Hobiji su joj šah, plivanje i čitanje. Ona je odlična učenica, vrijedna je i svojim školskim obavezama, za razliku od većine ratnica, pristupa dosta ozbiljno, a njezin je moto na engleskom "Pur, Onest". Njezine vještine manipulacije vode proizlaze iz japanske mitologije. Djevojka je tamnije plave (morsko plave) kratke kose i plavih očiju, a ima oko 16 godina (u petoj sezoni, a ima najmanje 14 godina, odnosno, u prvoj sezoni), dok je njezina krvna grupa A. Omiljen predmet joj je matematika (nema predmeta koji najmanje voli), omiljena boja plava, a najdraža hrana sendviči i med. Od zemalja najviše joj se sviđa Grčka. Svojim posebnim perom može se preobraziti u Merkurovu ratnicu, svojim računalom može analizirati slabosti neprijatelja, a pomoću lens gledatelja prikazuje informacije o lokaciji i položaju. Rođendan joj je 10. rujna. Visoka je 157 cm. Njezini napadi su:
- Shabon Spray!
- Shabon Spray Freezing!
- Shine Aqua Illusion!!
- Mercury Aqua Rhapsody!

Njezine grupe napada i moći su:
- Sailor Teleport!
- Sailor Planet Power!
- Sailor Planet Attack!
- Silver Crystal Power!
- Sailor Special Garlic Attack!

Posebni predmeti koje Ami posjeduje su:
- Mercury Transformation Pen
- Mini Super Computer
- Communication Devices
- Mercury Star Power Stick
- Mercury Crystal
- Mercury Rhapsody